# Харисън (окръг, Мисисипи)
Вижте пояснителната страница за други значения на Харисън.
Окръг Харисън (на английски: Harrison County) е окръг в щата Мисисипи, Съединени американски щати. Площта му е 2528 km², а населението - 189 601 души (2000). Административен център е град Бълъкси и Гълфпорт.